# Jeruzsálem (opera)
A Jeruzsálem (franciául Jérusalem) Giuseppe Verdi egyik négyfelvonásos operája. A darab Verdi egyik korábbi operájának, A lombardoknak az átdolgozása. Francia szövegkönyvét Alphonse Royer és Gustave Vaëz írták. Bemutatójára 1847. november 26-án került sor a párizsi operaházban. Olasz nyelvű változatát (Gerusalemme) 1850-ben mutatták be a milánói Teatro alla Scala operaházban.

## Szereplők
| Szereplő                                                                                     | Hangfekvés |
| -------------------------------------------------------------------------------------------- | ---------- |
| Gaston, Béarn őrgrófja                                                                       | tenor      |
| Toulouse grófja                                                                              | bariton    |
| Roger, a gróf testvére                                                                       | basszus    |
| Hélène, a gróf lánya                                                                         | szoprán    |
| Isaura, Hélène kamarásnője                                                                   | szoprán    |
| Adhemar de Monteil, pápai legátus                                                            | basszus    |
| Raymond, Gaston szolgája                                                                     | tenor      |
| Ramlai emír                                                                                  | basszus    |
| Lovagok, úrhölgyek, szolgálók, szerzetesek, zarándokok, katonák, háremhölgyek és Ramla népe. |            |

## Cselekménye
Helyszín: Toulouse és Ramla (Szentföld)
Idő: 1095
Toulose grófjának leánya, Hélène szerelembe esik Gastonnal, egy rivális család tagjával. Ez a gróf tudomására jut, de mivel éppen útra készül a Szentföldre, a keresztesháborúba, úgy látja itt az alkalom a családok közötti béke megteremtésére és beleegyezik lánya házasságába. Roger, a gróf öccse, aki titokban szerelmes Hélènébe bosszút esküszik és megbíz egy bérgyilkost Gaston meggyilkolásával. A bérgyilkos tévedésből azonban a grófot sebesíti meg és miután elfogják azt hazudja, hogy Gaston bérelte fel. Hélène jegyesét ezért nyomban száműzik. Roger, akit szörnyen bánt a lelkiismeret a Szentföldre vándorol, Ramlába, ahol remeteként él egy barlangban. Találkozik a keresztesekkel, akik között felismeri bátyját is, kilétét azonban nem fedi fel előtte. Gaston a szaracénok fogságába esik. Hélène, aki mindvégig hitt a jegyesének ártalmatlanságában arab ruhába öltözik és keresésére indul. Az ellenség táborában találkoznak. Amikor a gróf és keresztesei betörnek az ellenség táborába a két fiatalt együtt találják. A gróf felháborodásában halálra ítéli őket, de Roger kiszabadítja őket a siralomházból. Gaston és Roger együtt küzdenek Jeruzsálem felszabadításáért, amikor Roger halálos sebet kap. Haldokolva bevallja bátyjának minden bűnét.

## Híres áriák, kórusművek
- Ah viens démon, esprit du mal - Roger áriája (első felvonás)
- Oh dans l'ombre, dans la mystère - Roger áriája (első felvonás)
- Quell'ivresse, bonheur suprême - Hélène áriája (második felvonás)
- Ô jour fatal, ô crime - Roger áriája (második felvonás)
- Je veux encore entendre - Gaston áriája (második felvonás)
- Mes plaintes mes plaintes sont vaines - Hélène áriája (harmadik felvonás)
- Non, non votre rage - Hélène áriája (harmadik felvonás)
- Ô mes amis, mes frères d'armes - Gaston áriája (harmadik felvonás)